# 湖北省人民政府组成部门
湖北省人民政府组成部门在中华人民共和国湖北省人民政府统一领导下，负责领导和管理某一方面的行政事务，行使特定的国家行政权力，其行政首长均为湖北省人民政府组成人员。目前，湖北省人民政府设置24个组成部门。

## 现行湖北省人民政府组成部门序列
1. 湖北省人民政府办公厅
2. 湖北省发展和改革委员会
3. 湖北省经济和信息化委员会
4. 湖北省民族宗教事务委员会
5. 湖北省人口和计划生育委员会
6. 湖北省教育厅
7. 湖北省公安厅
8. 湖北省监察厅
9. 湖北省民政厅
10. 湖北省司法厅
11. 湖北省财政厅
12. 湖北省水利厅
13. 湖北省农业厅
14. 湖北省商务厅
15. 湖北省文化厅
16. 湖北省卫生厅
17. 湖北省审计厅
18. 湖北省科学技术厅
19. 湖北省国土资源厅
20. 湖北省环境保护厅
21. 湖北省交通运输厅
22. 湖北省住房和城乡建设厅
23. 湖北省人力资源和社会保障厅
24. 湖北省外事侨务办公室 [1]